# Abdullah Doğru
Abdullah Doğru (* 1965 in Akçadağ, Malatya, Provinz Adana) ist ein türkischer Politiker der Adalet ve Kalkınma Partisi (AKP), der seit 2018 Mitglied der Großen Nationalversammlung (TBMM) ist.

## Leben
Abdullah Doğru, Sohn von Memet Doğru und dessen Ehefrau Fatma Doğru, absolvierte ein Studium an der Fakultät für Agrarwissenschaften der Universität Çukurova (Çukurova Üniversitesi), welches er als Agraringenieur beendete. Danach arbeitete er als Manager in Familienunternehmen, die in der Textil- und Baubranche tätig waren. Er begann seine politische Laufbahn als stellvertretender Vorsitzender der Wohlfahrtspartei RP (Refah Partisi) in der Provinz Adana und war Mitglied des Vorstands der 1997 gegründeten Tugendpartei FP (Fazilet Partisi) in dieser Provinz. Er war Gründungsmitglied der 2001 gegründeten Partei für Gerechtigkeit und Aufschwung AKP (Adalet ve Kalkınma Partisi) und von 2003 bis 2006 Vorsitzender der AKP in der Provinz Adana. Ferner gehörte er zwischen 2009 und 2014 dem Vorstand der AKP von Adana an und fungierte als Mitglied des Rates sowie als Vize-Bürgermeister von Seyhan, dem bevölkerungsreichsten Stadtbezirk von Adana, der gleichzeitig ein Landkreis der Metropolprovinz Adana ist.
Bei der Parlamentswahl in der Türkei am 24. Juni 2018 wurde Doğru für die AKP für die Provinz Adana erstmals zum Mitglied der Großen Nationalversammlung TBMM (Türkiye Büyük Millet Meclisi) gewählt und gehört dieser nach seiner Wiederwahl bei der Parlamentswahl am 14. Mai 2023 seither an. In der 27. Legislaturperiode (24. Juni 2018 bis 3. Juni 2023) wurde er Mitglied der Kommission für Landwirtschaft, Forstwirtschaft und ländliche Angelegenheiten (Tarım, Orman Ve Köyişleri Komisyonu) und gehört dieser auch in der 28. Legislaturperiode seit dem 3. Juni 2023 an.
Doğru ist verheiratet und hat vier Kinder.